# Saint-Jean-de-Trézy
Saint-Jean-de-Trézy ist eine französische Gemeinde mit 377 Einwohnern (Stand: 1. Januar 2022) im Département Saône-et-Loire in der Region Bourgogne-Franche-Comté (vor 2016: Burgund). Sie gehört zum Arrondissement Autun und zum Kanton Chagny (bis 2015: Kanton Couches).

## Geographie
Saint-Jean-de-Trézy liegt etwa zwölf Kilometer ostnordöstlich von Le Creusot. Der Fluss Dheune begrenzt die Gemeinde im Südosten. Nachbargemeinden von Saint-Jean-de-Trézy sind Couches im Norden, Saint-Léger-sur-Dheune im Osten, Saint-Bérain-sur-Dheune im Süden und Südosten, Perreuil im Süden, Essertenne im Südwesten sowie Saint-Pierre-de-Varennes im Westen.
Die Gemeinde liegt im Weinbaugebiet Bourgogne.

## Bevölkerungsentwicklung
| Jahr                      | 1962 | 1968 | 1975 | 1982 | 1990 | 1999 | 2006 | 2013 |
| Einwohner                 | 303  | 267  | 244  | 261  | 281  | 281  | 299  | 348  |
| Quelle: Cassini und INSEE |      |      |      |      |      |      |      |      |

## Sehenswürdigkeiten
- Kirche Saint-Jean-Baptiste aus dem 11./12. Jahrhundert
- Turm der Farben